# 日本生体医工学会
一般社団法人日本生体医工学会（にほんせいたいいこうがっかい、英文名 Japanese Society for Medical and Biological Engineering、略称 JSMBE) は、医学、生物学における電子工学、機械工学、情報工学等の方法、及び工学における医学、生物学的知見の応用に関する研究の発展、知識の交流及び社会における事業の振興をはかることを目的とした学会。
1962年11月10日に日本ME学会として設立された。
事務局を東京都文京区大塚5-3-13小石川アーバン4F（社）学会支援機構内に置いている。

## 活動
- 学術大会・専門別研究会の開催、機関誌の発行など[2]

## 機関誌等
- 日本生体医工学会誌『生体医工学』（Transactions of the Japanese Society for Medical and Biological Engineering、TJSMBE） 年6回発行